# Parcs nationaux d'Indonésie
Il existe quelque 50 parcs nationaux en Indonésie.  Ceux-ci sont administrés par le ministère des Forêts de l'Indonésie (indonésien : Departemen Kehutanan Republik Indonesia).

## Java

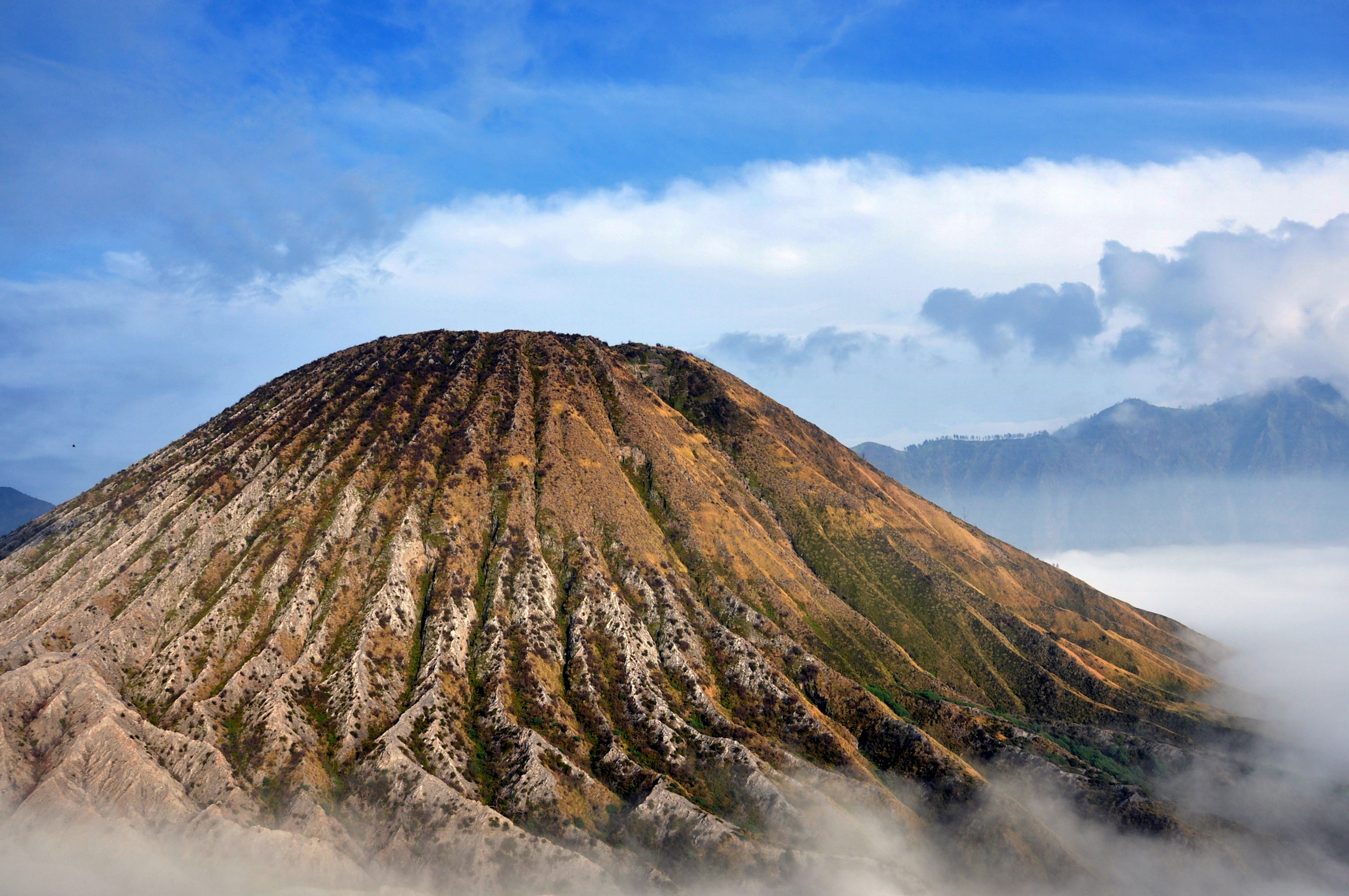
Parc national de Bromo-Tengger-Semeru

- Alas Purwo
- Baluran
- Bromo-Tengger-Semeru
- Ciremai
- Gunung Gede Pangrango
- Halimun Salak
- Merapi-Merbabu
- Îles Karimunjawa
- Mille Îles
- Meru Betiri
- Ujung Kulon

## Kalimantan

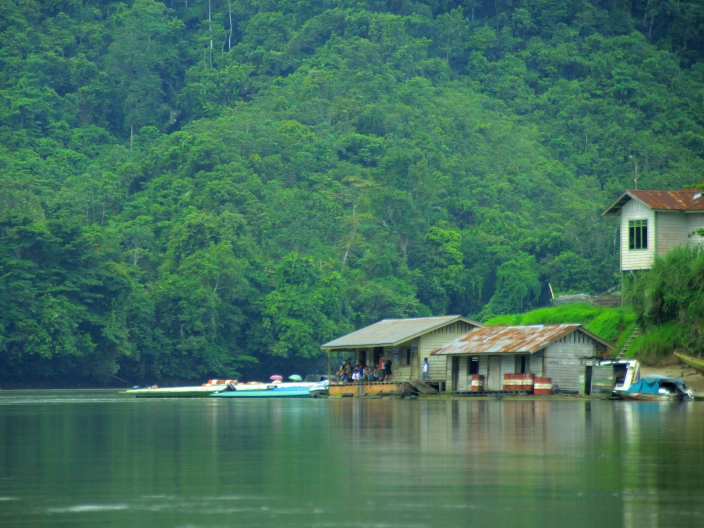
Parc national de Kayan Mentarang

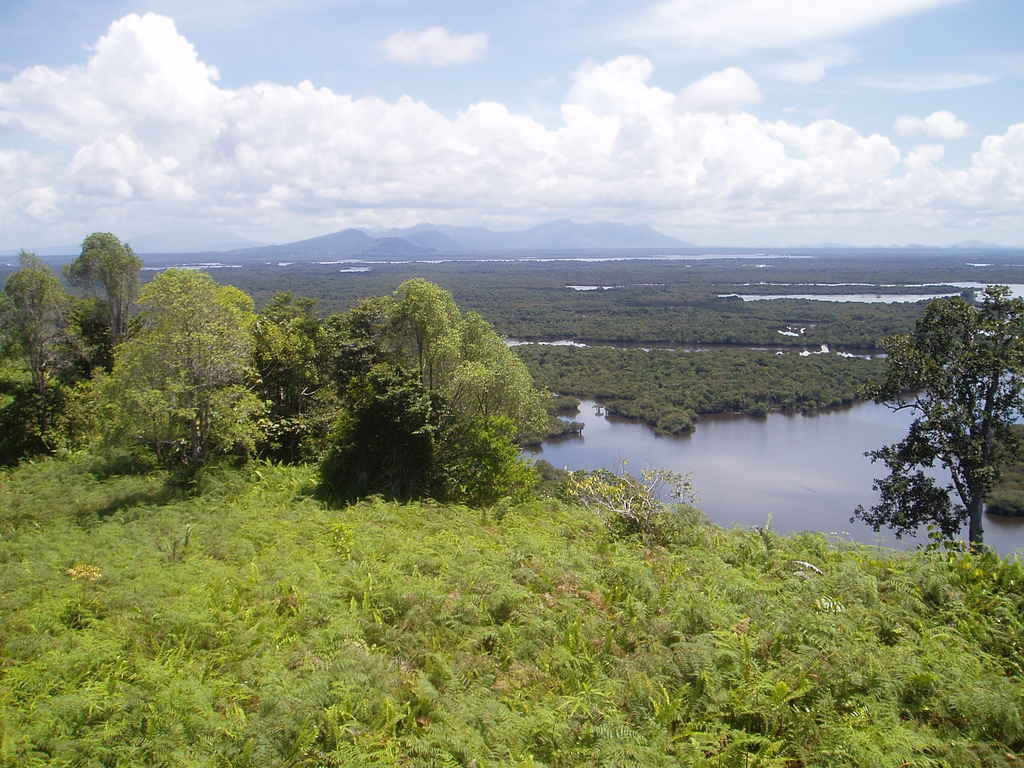
Le lac Sentarum

- Betung Kerihun
- Bukit Baka Bukit Raya
- Lac Sentarum
- Gunung Palung
- Kayan Mentarang
- Kutai
- Sabangau
- Tanjung Puting

## Moluques
- Aketajawe-Lolobata
- Manusela

## Nouvelle-Guinée occidentale

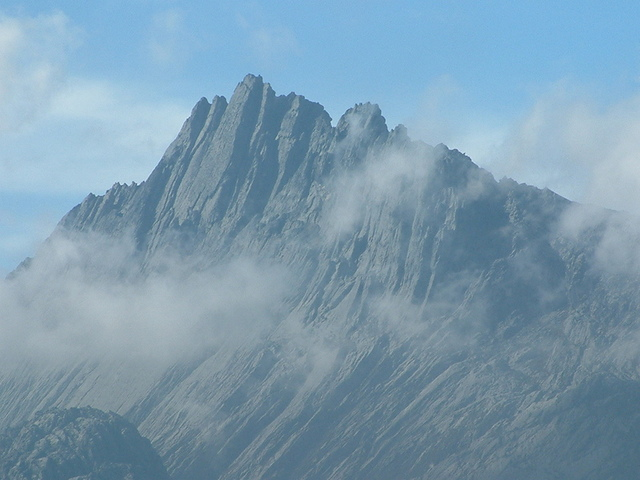
Parc national de Lorentz

- Lorentz
- Teluk Cenderawasih
- Wasur

## PetitesÎles de la Sonde

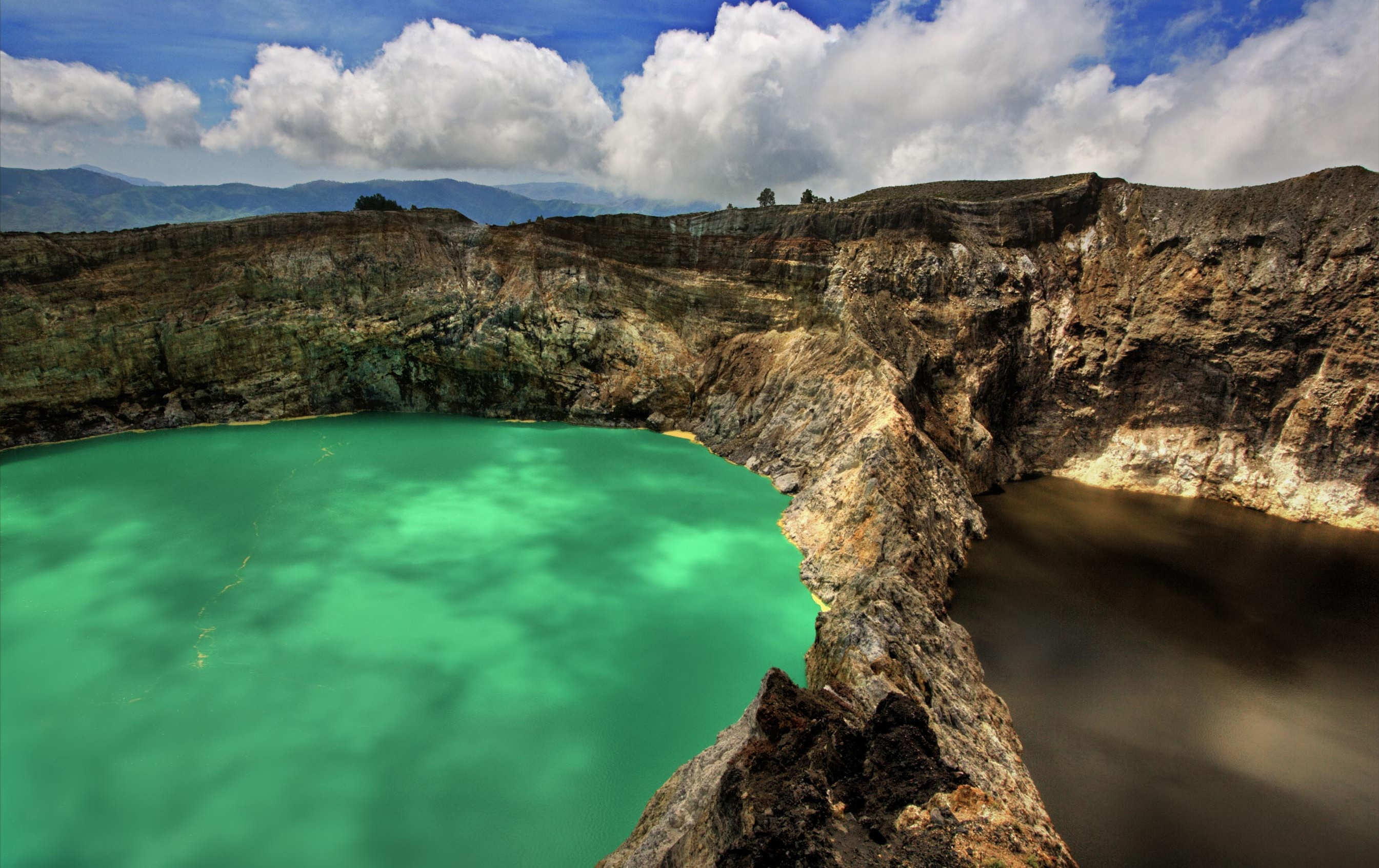
Parc national de Kelimutu

- Bali Barat
- Gunung Rinjani (Lombok)
- Kelimutu, (Florès)
- Komodo
- Laiwangi Wanggameti
- Manupeu Tanah Daru
- Mont Tambora[2]

## Sulawesi

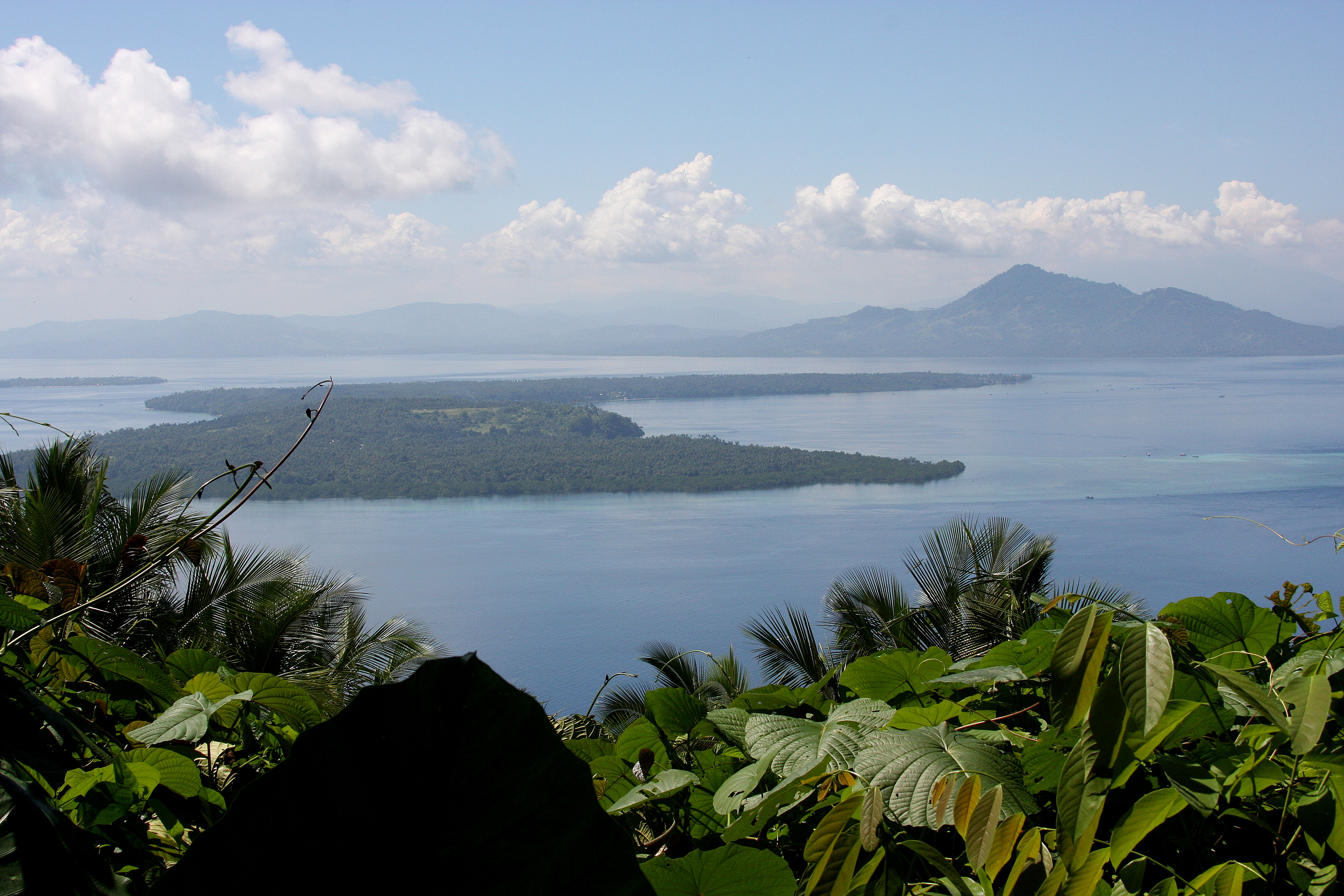
Parc national marin de Bunaken

- Bantimurung-Bulusaraung
- Bogani Nani Wartabone
- Bunaken
- Lore Lindu
- Rawa Aopa Watumohai
- Taka Bonerate
- Îles Togian
- Îles Wakatobi

## Sumatra

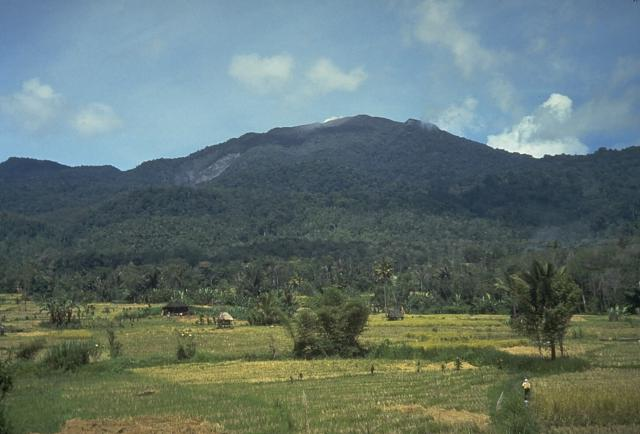
Parc national de Kerinci Seblat

- Batang Gadis
- Berbak
- Bukit Barisan Selatan
- Bukit Duabelas
- Bukit Tigapuluh
- Kerinci Seblat
- Gunung Leuser
- Sembilang
- Siberut
- Tesso Nilo
- Way Kambas